# Mikuro-iwa
Mikuro-iwa är en ö i Antarktis. Den ligger i havet utanför Östantarktis. Norge gör anspråk på området.